# Vrångstrupen
Vrångstrupen är den för matintag vrånga (orätta) strupen. Vanligen används ordet i meningen att "maten hamnade i vrångstrupen", det vill säga att maten hamnade i luftstrupen istället för i matstrupen, ofta resulterande i hosta. Vill det sig illa kan en större bit mat fastna och riskera att kväva den drabbade. Då måste den livräddande Heimlich-manövern utföras. Se även struphuvud och dysfagi.
Begreppet används även i bildlig bemärkelse: att få något i vrångstrupen. Det innebär antingen att man missförstår något och/eller att förståelsen vållar en ilskereaktion som kan vara mer eller mindre adekvat.